# Sørreisa
Sørreisa é uma comuna da Noruega, com 360 km² de área e 3 326 habitantes (censo de 2004).         